# Przymiarki (Beskid Wyspowy)
Przymiarki (530 m n.p.m.) – niewielkie wzniesienie w Beskidzie Wyspowym, w miejscowości Tymbark, w województwie małopolskim, w powiecie limanowskim.
Południowy stok Przymiarek opada do doliny rzeki Łososina, północny i wschodni do jej dopływu – potoku płynącego przez Zawadkę i Tymbark, w kierunku zachodnim ciągnie się dość długi wał, w większości zpokryty polami uprawnymi. Przymiarki są częściowo porośnięte lasem, częściowo zajęte przez pola i zabudowania Tymbarku. Południowymi podnóżami poprowadzono tory linii kolejowej nr 104 i drogę z Tymbarku do Dobrej.